# 에토로후군

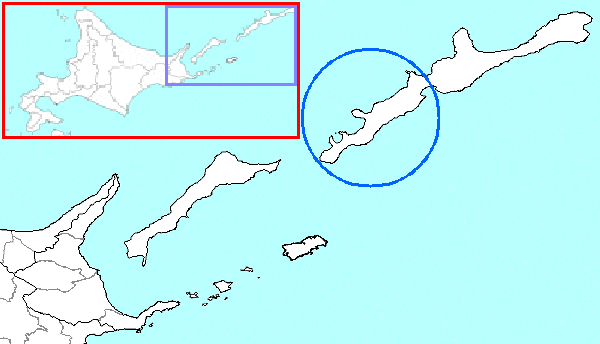
에토로후 군의 위치

에토로후군(일본어: 択捉郡)은 일본 홋카이도 네무로 지청의 군이다. 이투루프섬(일본명 에토로후섬) 남서단에 위치하고, 동쪽으로 후루베쓰군에 접하고 있었다. 중심 취락은 나이보 지구였고, 이후 합병에 의해 에토로후섬에서 가장 많은 인구를 가진 군이 되었다. 2010년 현재 이하의 1개 촌을 포함한다.
- 루베쓰촌(留別村, 아이누어의 '르·펫'(=길·강)에서 유래)

이 지역은 러시아의 실질적인 지배 상태에 있다. 해당 지역의 영유권에 관한 자세한 것은 쿠릴 열도 및 쿠릴 열도 분쟁 항목 참조.

## 지리
이투루프섬의 남서측에 위치했으며, 쿠나시르 섬의 아토이야 곶과는 약 20km의 거리이다. 지세는 평야가 많고, 호수와 늪도 발달했다. 또 모에소만과 히토캇푸만, 포로노트만 등의 천연의 양항이 풍족하다.
중심 취락인 나이보 지구는 어업의 중심지이자 또 섬의 양안을 묶는 교통의 요소로서 발전했다. 한편, 겨울에 유빙으로 닫히는 루베쓰항을 보충하는 형태로 남해안의 히토캇푸만에 접하는 해 도시모에도 발전했고, 쇼와 시대에는 에토로후섬 산업의 중심이 되어 인구도 계속 증가했다.

### 인접한 자치체
- 네무로 지청
  - 샤나군

## 역사
에도 시대 중기 에토로후 군역은 1754년 마쓰마에번에 의해서 열린 구나시리 장소에 속해 에조(아이누)의 사람들과 교역을 하게 되었다. 1800년에는 구나시리 장소로부터 분립한 에토로후 장소에 속했다.
- 1869년 8월 15일: 홋카이도 11국이 놓여져 지시마국 에토로후군이 성립하였다. 이듬해, 단네모이촌(丹根萌村), 나이보촌(内保村)이 두어졌다.
- 1945년 8월 28일: 루베쓰촌에 소련군이 진주하였다.
- 1945년 9월 2일: 일본 정부가 항복문서에 조인, 동시에 일반 명령 제1호에 의해 소련이 점령하게 되었다.
- 1946년 2월 1일: 소련 정부가 영유를 선언했다.
- 1948년 10월: 주민들은 사할린섬으로 강제 이주된 후, 당시 일본을 통치하던 미 군정이 소련과 맺은 '소련지구 송환 미-소 잠정협정'(1946.11.27)에 따라 1948년 10월에 일본으로 송환되었다.